# Dermatitis perioral
La dermatitis perioral (también llamado:  dermatitis periorificial) es una enfermedad cutánea inofensiva con una erupción vesicular característica "pápulas" en la cara, especialmente alrededor de la boca y las fosa nasal, menos frecuente alrededor de los ojos y genitales. Mayormente le da a las mujeres que en hombres.

## Etiología
Sobre todo alrededor de la boca o a veces también en los párpados o sus alrededores, se suelen reconocer numerosos nódulos o vesículas inflamatorias enrojecidas, densamente empaquetadas y diminutas. Un pequeño borde alrededor de los labios queda libre. A veces, estos pequeños nódulos pueden unirse en áreas más grandes y formar placas. Las zonas más comunes afectadas son los pliegues nasolabiales, que son las zonas que van desde las alas de la nariz hasta las comisuras de la boca, y las zonas laterales del mentón. 

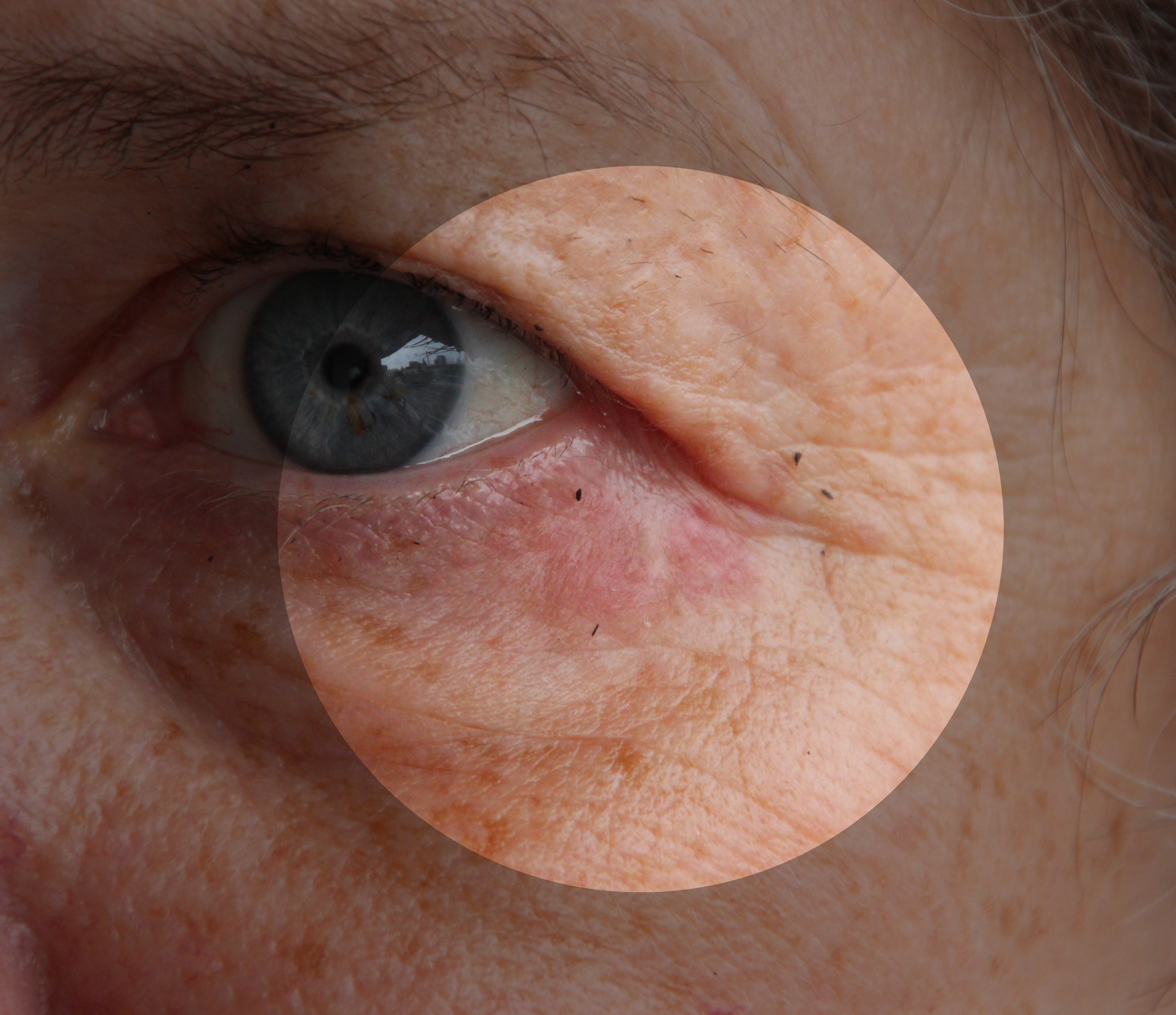
Nódulos alrededor del párpados

### Causa
Se desconoce la causa exacta de la enfermedad. Si la piel se cuida en exceso, ya no es capaz de producir por sí misma los aceites necesarios, por lo que se vuelve seca y escamosa. Por ignorancia, las zonas de la piel afectadas se cuidan y se aplican cremas aún más intensas, lo que hace que la erupción se intensifique y amplíe. A menudo existe una disposición genética, y la dermatitis perioral solo estalla cuando entra en juego un factor desencadenante. Los desencadenantes más conocidos son el estrés, las infecciones por hongos, las bacterias y etc. Los síntomas se dan casi exclusivamente en mujeres jóvenes o de mediana edad. El aspecto, a menudo considerablemente deteriorado, hace que se utilicen cada vez más cosméticos y productos para el cuidado de la piel hasta pomadas que contienen cortisol (a menudo llamado hidrocortisona) para el supuesto cuidado o terapia. Estos ungüentos producen inicialmente una mejoría, pero esta es de corta duración. Luego, a pesar de seguir el tratamiento con una pomada, la erupción experimenta un nuevo episodio y se intensifica.